# تيرينس برادي
تيرينس برادي (بالإنجليزية: Terence Brady)‏ هو كاهن كاثوليكي أسترالي، ولد في 19 أبريل 1947 في سيدني في أستراليا.